# Anna Fehér
Anna Fehér (Budapest, 24 settembre 1921 – Budapest, 30 dicembre 1999) è stata una ginnasta ungherese.

## Palmarès

### Olimpiadi
- 1 medaglia:
  - 1 argento (Londra 1948 a squadre)